# Мёртвый попугай
Мёртвый попуга́й (англ. Dead Parrot) — скетч из 8-го эпизода «Летающего цирка Монти Пайтона», Full Frontal Nudity. Также известен под названиями «Зоомагазин» (англ. Pet Shop) и «Скетч о попугае» (англ. Parrot Sketch). Это один из самых популярных скетчей Монти Пайтон и вообще в истории британского телевизионного юмора.

## Сюжет
В зоомагазин приходит раздражённый покупатель (Джон Клиз) и требует объяснений от продавца (Майкл Пейлин), который несколько часов назад продал ему попугая, оказавшегося мёртвым. Продавец с этим не соглашается, доказывает, что попугай просто отдыхает, пытается объяснить, почему он приколотил птицу гвоздями к жёрдочке, и утверждает, что попугаи этой породы — «норвежские голубые» — всегда себя так ведут (ирония этого объяснения заключается в том, что попугаи являются тропическими птицами и не водятся в Скандинавии). В конечном итоге отчаявшийся покупатель начинает объяснять, что попугай мёртв, используя многочисленные эвфемизмы слова «умер»; после долгого перечисления продавец соглашается и посылает покупателя в другой магазин. К концу скетча действие (происходящее уже вокруг другого магазина) становится всё более абсурдным, и его прерывает полковник (Грэхэм Чэпмен), говорящий, что это всё чересчур глупо.

## История
Основой для скетча в его классическом виде стала сценка «Продавец машин» (англ. Car Salesman) из до-пайтоновского фильма Как раздражать людей (англ. How To Irritate People), в которой играли Чепмен и Пейлин. В ней Майкл Пейлин играл продавца машин, который пытался доказать покупателю, что с машиной всё в порядке, хотя она разваливалась на глазах. Эта сценка была основана на реальном случае, который произошёл у Пейлина с продавцом машин.
Скетч вошёл в несколько модифицированном виде в первый полнометражный фильм Монти Пайтон, «А теперь нечто совсем другое». В конце сценки продавец признаётся, что всегда хотел быть дровосеком, на что покупатель замечает: «Это несколько неуместно, не так ли?» Так эта сценка переходит в другой известный скетч — Песню дровосека.
Концертная версия скетча была включена в двойной альбом Окончательный разрыв (англ. The Final Rip Off). Здесь сценка также отличается от классической версии; среди прочих наименований смерти покупатель говорит «He fucking snuffed it!» (snuff it — слэнговое «умер»). Диалог персонажей кончается на моменте, в котором продавец предлагает купить вместо попугая слизня; покупатель спрашивает, говорящий ли он, вразрез с классическим вариантом продавец отвечает утвердительно, и покупатель после паузы говорит, что позже его купит.
На концерте The Secret Policeman's Biggest Ball (1989) у скетча появилась совершенно иная концовка:
Покупатель: Он умер, вот что с ним не так.
Продавец: Отлично. Вот твои деньги назад и ещё куча праздничных ваучеров.
Покупатель (выглядящий совершенно ошеломлённым): Знаешь, ты не можешь сказать, что Тэтчер ничего не изменила.
Ещё одна концертная версия, также выпущенная на CD, содержала другую концовку — после слов про слизня и долгой паузы:
Продавец: А вы не хотите пойти ко мне?
Покупатель: Я уже думал, вы никогда не спросите.

## Использования
- На похоронах Чепмена Джон Клиз начал свою речь с перечисления упомянутых в скетче эвфемизмов по отношению к покойному (что Чепмен умер, отправился в мир иной, перестал существовать, что он — экс-Чепмэн и т. д.)
- Фразы из скетча иногда используются, чтобы подчеркнуть исчезновение или отсутствие чего-то. Например, широко известен стал случай, когда Маргарет Тэтчер незадолго до окончания пребывания на посту премьер-министра сказала о либерально-демократической партии: «Это мёртвый попугай, он перестал существовать».
- После смерти известного благодаря экспериментам Айрин Пепперберг попугая Алекса журнал The Economist написал в статье о нём, что Алекс — «экс-попугай»[3].
- Вышедший в 1989 году трибьют-сборник скетчей группы назывался Parrot Sketch Not Included - 20 Years of Monty Python (рус. Скетч о попугае не вошёл - 20 лет Монти Пайтон), что было иронией над огромной популярностью именно этой сценки.
- В алфавитном справочнике руководства пользователя СУБД Paradox ранних версий были «ссылки»:
  - Мёртвые попугаи — см. Попугаи, мёртвые
  - Попугаи, мёртвые — см. Мёртвые попугаи[4]
- При удалении из Python Enhancement Proposal (PEP) предложения о включении проекта Unladen Swallow в язык программирования Python, пояснением была фраза

With Unladen Swallow going the way of the Norwegian Blue, this PEP has been deemed to have been withdrawn.
 — то есть проект повторил судьбу попугая породы «норвежские голубые».
- В фильме "Туз" 1981 года главный герой, объясняя свою смерть жене, говорит:  "Я настоящий мертвец, я скончался, испустил дух, я труп, покойник, жмурик, мертвое тело, я мертв. Я бывший"

## Произведения с похожим сюжетом
- Два героя рассказа Марка Твена A Nevada Funeral («Похороны в Неваде»)[6] также используют различные эвфемизмы к слову «умер», в том числе kicked the bucket (соответствует русскому «протянул ноги») и departed to that mysterious country from whose bourne no traveller returns («отправился в ту самую таинственную страну, откуда ещё не довелось вернуться ни единому путнику»).
- В 1959 году британские комики Сид Джеймс и Тони Хэнкок сделали похожий скетч, только речь в нём шла о мёртвой черепахе.[7]
- В 1963 году в одном из выпусков ситкома «Бенни Хилл» была серия «Таксидермист» (автор — Дейв Фримен), главный герой которой, сыгранный Бенни Хиллом, пытался продать чучело утки за попугая. Как указано в биографической книге Марка Льюисона Funny Peculiar: The True Story of Benny Hill (2002), Джон Клиз позже рассказывал, что в тот период смотрел «Шоу Бенни Хилла», но этот конкретный скетч он не запомнил[8]